# Borough d'Islwyn
Pour les articles homonymes, voir Islwyn.
Le borough d’Islwyn (borough of Islwyn en anglais) est une ancienne zone de gouvernement local de deuxième niveau du pays de Galles.
Créé au 1er avril 1974 au sein du comté du Gwent par le Local Government Act 1972, il est aboli le 31 mars 1996 en vertu du Local Government (Wales) Act 1994. Avec le district de la Rhymney Valley, son territoire est constitutif du borough de comté de Caerphilly institué à partir du 1er avril 1996.

## Géographie
Le territoire du borough relève du comté administratif du Monmouthshire. Au 1er avril 1974, il constitue, avec les districts de Blaenau Gwent, de Monmouth, de Newport et de la Torfaen, le comté du Gwent, zone de gouvernement local de premier niveau créée par le Local Government Act 1972,.
Alors que le borough admet 64 091 habitants au recensement de 1981, 64 126 résidents sont comptabilisés lors du recensement de 1991. La superficie du territoire du borough est évaluée à 24 362 acres en 1978,,.

## Toponymie
Simplement défini par un ensemble de territoires par le Local Government Act 1972, le district prend le nom officiel d’Islwyn en vertu du Districts in Wales (Names) Order 1973, un décret en Conseil du 8 janvier 1973 pris par le secrétaire d’État pour le Pays de Galles,.
Ainsi, le borough tient son appellation d’Islwyn, diminutif de la paroisse de Mynyddislwyn (en).

## Histoire
Le district d’Islwyn est érigé au 1er avril 1974 à partir des territoires suivants, :
- le district urbain d’Abercarn ;
- le district urbain de Bedwellty (en), pour partie (sans les sections d’Aberbargoed, de Cwmsyfiog, de New Tredegar et de Phillipstown) ;
- le district urbain de Mynyddislwyn (en) ;
- et le district urbain de Risca (en).

Alors que les différentes zones de gouvernement local sont abolies par le Local Government Act 1972, le statut de borough est conféré au nouveau district par un décret en Conseil du 26 mars 1974, avec une entrée en vigueur au 1er avril suivant. Dès lors, il est permis à la zone de gouvernement local de s’intituler « borough d’Islwyn » (borough of Islwyn en anglais) tandis que son assemblée délibérante prend le nom de « conseil de borough d’Islwyn » (Islwyn Borough Council en anglais) au sens de la section 21 du Local Government Act 1972,.
Un décret en Conseil daté du 2 février 1981 altère les limites du territoire du borough : le Gwent and Mid Glamorgan (Areas) Order 1981, qui transfère des territoires entre le borough d’Islwyn et le district de la Rhymney Valley. Il entre en vigueur au 1er avril 1981.
Le borough est aboli au 31 mars 1996 par le Local Government (Wales) Act 1994, son territoire relevant désormais du borough de comté de Caerphilly au sens de la loi.